# Zartmann
 (avril 2025).
Zartmann est un chanteur, rappeur et auteur-compositeur allemand.

## Carrière musicale
Zartmann est allé à l'école dans le quartier d'Alt-Hohenschönhausen, à Berlin. Il écrit ses premières chansons à la guitare et les enregistre avec un producteur qui devient également son manager. Son premier succès médiatique est la chanson « 2 Blocks », suivie par l'EP « 11 bis 2 », sorti le 10 février 2022. Il rompt peu de temps après, avec son manager. Coincé dans un contrat défavorable pendant plus d'un an, il ne peut plus sortir de nouvelles chansons, ce qu'il a expliqué au public sur TikTok. Rétrospectivement, l’artiste a expliqué que son « ignorance » avait été « exploitée ». En avril 2023, il revient avec la chanson « Ein Anruf entfernt ». 
En 2024, il joue en première partie du groupe de rappeurs dresdois 01099 et sort la chanson « Zu stolz ». Avec « Wie du manchmal fehlst », il atteint la sixième place des palmarès allemands ex aequo avec Ski Aggu et a remporte la 1Live Krone de la meilleure chanson alternative en 2024,.   La chanson « Tau mich auf » a atteint la première place des charts singles allemands en février 2025,. 

## Style musical
Musicalement, Zartmann oscille entre la pop et le rap, dans une atmosphère souvent sentimentale et mélancolique. 

## Vie privée
Zartmann garde le secret sur son nom et son âge, craignant une exploitation de sa vie privée. 